# Словарь бриджа
Данная статья разъясняет термины, используемые в карточной игре бридж.
| # А Б В Г Д Е Ё Ж З И К Л М Н О П Р С Т У Ф Х Ц Ч Ш Щ Э Ю Я |

## А
Алерт — уведомление о том, что оппонентам может потребоваться объяснение. Делается немедленно после того, как партнёр сделал заявку с необычным значением или искусственную. Форма А. устанавливается организацией, регламентирующей соревнование. Обычно А. производится выкладыванием из биддинг-бокса специальной карточки либо (если биддинг-боксы не используются) постукиванием по столу.
Атака — первый ход. Делается вистующим, который сидит слева от разыгрывающего. После того, как карта атаки появилась на столе, болван выкладывает на стол свои карты.

Принято, что перед тем, как атаковать, вистующий делает паузу, чтобы дать второму вистующему возможность спросить о значении заявок в торговле (или же сам задаёт интересующие его вопросы).

Так как А. делается на закрытых картах, атакующий часто стоит перед трудным выбором масти и карты для А. Кроме хода торговли и своей руки, атакующий руководствуется системой сигналов на висте, принятой его парой.

## Б
Без козыря. В игре без козыря взятку получает самая старшая карта в масти хода на эту взятку. Бескозырное назначение старше любых назначений в масти на том же уровне. В бескозырном контракте премия за первую взятку по контракту (сверх книжки (1)) составляет 40 пунктов, за остальные по 30.

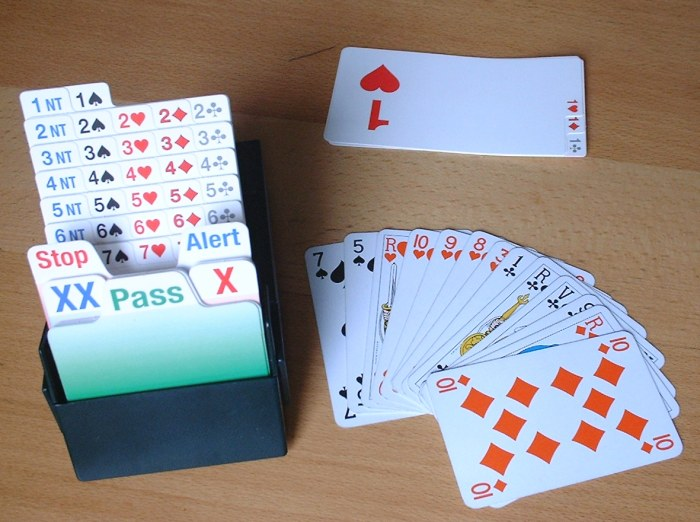
Биддинг-бокс

Биддинг-бокс — коробка на игровом столе, в которой находятся карточки с напечатанными на них заявками. Выбирая нужную карточку и выкладывая её на стол, игрок делает свою заявку молча. Таким образом уменьшается возможность вольной или невольной передачи другим играющим несанкционированной информации (тоном голоса и пр.). Плюс к тому, торговля не слышна за другими столами, что важно, когда ту же сдачу будут затем разыгрывать другие пары.
Блеф — преднамеренная заявка, несущая существенно искажённую информацию об онерной силе и/или длине масти. В англоязычной терминологии «психологическая заявка» (psychic bid). Также дача заведомо ложного сигнала на висте. Для того, чтобы блеф был законным приёмом, необходимым условием является, чтобы партнёр блефующего также был в неведении о его истинной руке. В противном случае речь будет идти об утайке от оппонентов особых договорённостей между партнёрами.
Блок, блокирующее назначение — заявка на высоком уровне (обычно с двойным прыжком), с целью помешать торговле противников. Блок делается с малым количеством очков и либо на длинной масти от шести карт, либо при хорошей поддержке масти партнёра.
Болван — партнёр разыгрывающего.
Большой шлем — игра на 7-м уровне, то есть обязательство взять все взятки.

## В
Взятка — единица определения результата контракта; В. состоит из четырёх карт, положенных в порядке очерёдности по одной от каждого игрока. В спортивной игре эти четыре карты не собираются вместе, а владелец каждой из них кладёт её перед собой определённым образом в зависимости от того, какая сторона получила взятку. Это позволяет игрокам по окончании сдачи сложить свои карты в соответствующие отделения коробки, чтобы потом этот же расклад мог быть сыгран другим составом игроков.
Взятки по контракту — количество взяток, определяемых уровнем контракта. То есть, в это количество не входят возможные перебранные взятки, а также базовые шесть взяток («книжка»). Например, если игрок, выполняя контракт 3♠, взял 10 взяток, его пара получит 90 очков за взятки по контракту (по 30 за каждую взятку в старшей масти: пике либо черве), хотя он в реальности перевыполнил обязательство. За лишнюю взятку пара тоже получит 30 очков, но эти очки не дадут паре права на получение геймовой премии.
Вилка — прерывистая последовательность высоких (обычно) карт одной масти в одной руке, например ТД или КВ. Ход мелкой картой с противоположной руки позволяет получить дополнительную взятку в случае, если недостающая карта (в приведённых примерах К или Д, соответственно) окажется перед вилкой. Такой простой манёвр называется импасом.
Вист — (1) действия оппонентов стороны, заказавшей окончательный контракт; (2) старинная карточная игра, предшественник бриджа.
Вызывная контра — контра, объявляемая не с целью увеличить запись за контракт, а для того, чтобы побудить партнёра вступить в торговлю со своей мастью.

## Г
Гейм — игра, при выполнении которой даётся 100 и больше очков за взятки, обусловленные контрактом. Например, 3бк, 4♥/4♠ 5♣/♦ и все более высокие контракты в тех же деноминациях. Если контракт играется с контрой или реконтрой, то очки за взятки по контракту увеличиваются соответственно в два и четыре раза, то есть, контракты 2♥ с контрой или даже 1♥ с реконтрой являются геймовыми. В спортивном бридже выполнение заказанного геймового контракта поощряется премией — 300 очков до зоны и 500 в зоне. В робберном бридже выполнение гейма приближает пару к выигрышу роббера.
Гуляш — соревнование, в котором применяется способ раздачи карт, с большой вероятностью приводящий к сильно нерегулярным раскладам .

## Д
Дать в масть — положить во взятку карту той масти, которой сделан ход во взятку. При наличии такой масти давать в масть обязательно. Если игрок, имея масть взятки, кладёт карту иной масти, это является нарушением — фальшренонсом.
Декларированные взятки — взятки, которые разыгрывающий обязуется взять сверх шести «базовых».
Деноминация — масть или без козыря, упомянутые в назначении.
Дублет — две карты в масти.

## З
Задержка — (1) Комбинация карт, не позволяющая противникам в бескозырной игре (с 50 % и выше вероятностью) забрать все взятки в этой масти. (2) Карта или комбинация карт, не позволяющая разыгрывающему немедленно получить взятку на низшую карту (угрозу).
Заявка — в бриджевой торговле любое назначение, контра, реконтра или пас.
Значащая заявка (З. З.) — любая заявка, кроме паса.
Зональность — условие для определения размера премий и наказаний за недобранные взятки. В спортивном бридже определяется номером сдачи. Каждая из пар в сдаче может быть либо в зоне, либо до зоны/не в зоне. Таким образом, существуют четыре варианта зональности. Пара, находящаяся в зоне, получает бо́льшие премии за геймы и шлемы, но и подвергается бо́льшим штрафам за подсад. О зональности в робберном бридже см. Бридж#Подсчёт очков (Робберный бридж).

## И
Имп — единица подсчёта результатов сдачи в спортивном соревновании, например, матче. От английского IMP — international match point.
Импас — прорезка, технический приём, состоящий в ходе к ряду фигур (см. Вилка) в надежде, что отсутствующая в этом ряде фигура лежит перед ним.
Искусственная заявка — см. Конвенционная заявка.

## К
Кибитцер — болельщик, наблюдатель. К. лишён права голоса, и ему подобает вести себя аки бесплотному духу, чтобы его было не видно и не слышно. В частности, в течение данной сдачи ему разрешено смотреть в карты только одного из игроков, и то если никто не возражает.
Книжка 

1. Базовые шесть взяток, которые должна взять разыгрывающая сторона в дополнение к заявленным по контракту. Эти взятки не учитываются в объявлении уровня контракта и в расчёте результата сдачи. 

2. Число взяток, полученных вистующими, при котором отдача ещё одной взятки разыгрывающим означает подсад. Например, в контракте 4♠ книжка будет составлять три взятки.
Количественный сигнал — сигнал на висте, указывающий на количество карт в данной масти (обычно чётное либо нечётное).
Компенсирующая запись — результат сдачи, присуждаемый судьёй после такого нарушения правил, когда продолжение сдачи с достижением нормального результата невозможно. Первоочередной целью К. является компенсация ненарушившей стороне ущерба, который мог бы быть ей принесён нарушением.
Конвенционная заявка — заявка, согласно договорённости — конвенции — имеющая специальное значение, не связанное с её деноминацией. То же, что и искусственная заявка.
Конвенционная карта — письменное описание системы торговли и конвенций, применяемых парой.
Контра — заявка, которая увеличивает величину записи за выполнение или проигрыш контракта. Может быть сделана в том случае, если предшествующей значащей заявкой было назначение со стороны оппонентов. Последующее назначение с любой стороны аннулирует К., но также может быть контрировано.
Контракт — обязательство пары взять определённое количество взяток в определённой деноминации.
Контроль

1. особенность руки, которая препятствует оппонентам выбрать взятки в определённой масти. Туз считается контролем первого класса, король — второго. В козырных контрактах ренонсы и синглетоны также считаются контролями первого и второго классов, соответственно. 

2. В некоторых конвенциях контроль — числовая характеристика высшей фигуры, туза или короля. Обычно король считается за один контроль, а туз может соответствовать двум либо трём. Например, для позитивного ответа на открытие, форсирующее до гейма, требуется три контроля, и при этом туз считается за два контроля. В шлемовой конвенции «Сан-Франциско» туз считается за три контроля.

3. Козырный К. — наличие достаточного количества и качества козырей, чтобы благополучно управиться с козырной мастью: выбрать козырей у оппонентов, при необходимости оставляя себе возможность убиток и козырных перехватов.

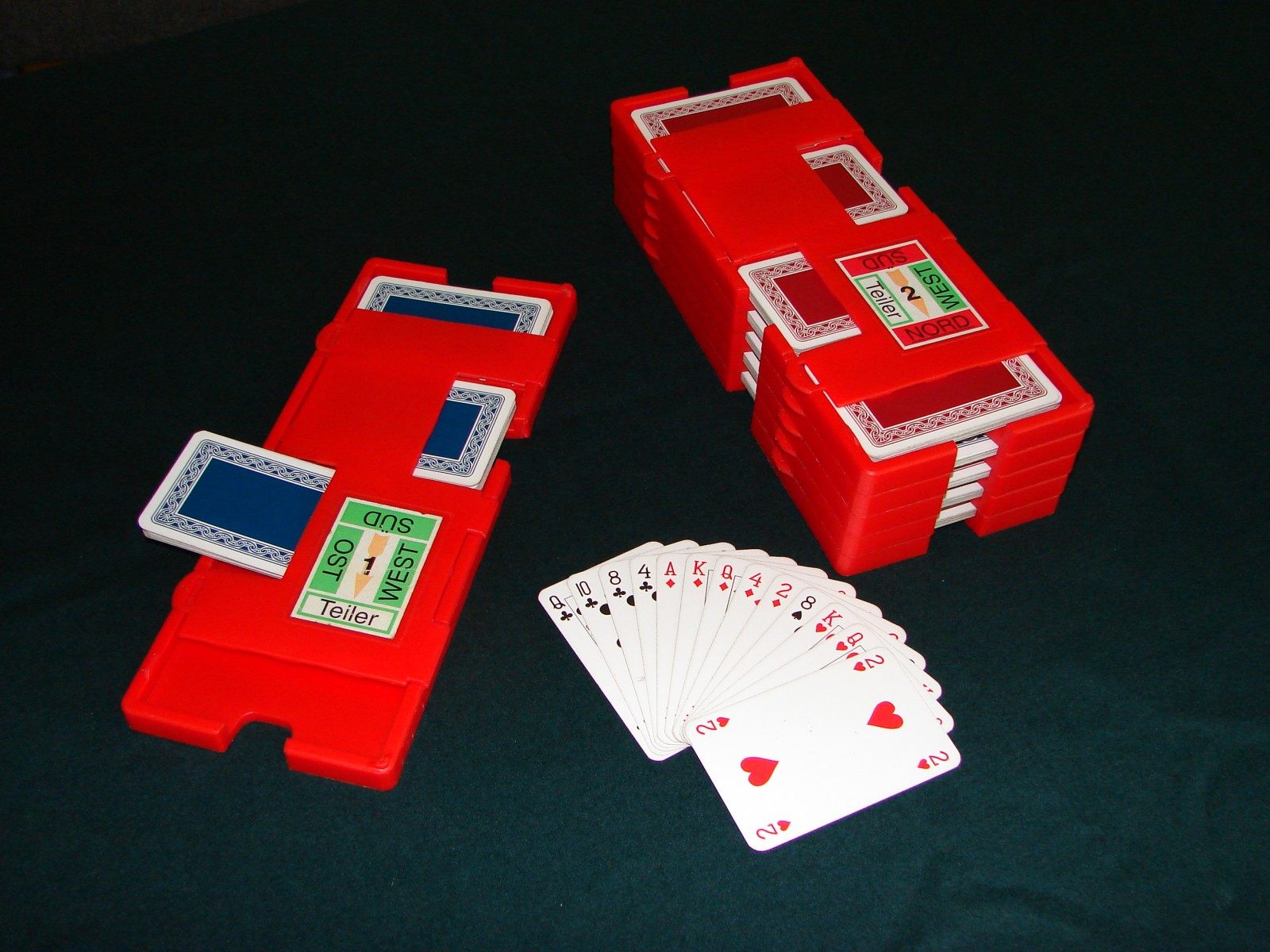
Коробка для сдачи

Коробка — ёмкость с четырьмя отделениями, предназначенная для хранения и передачи сдачи, которой ещё предстоит быть сыгранной на других столах. Отделения К. обозначаются буквами соответственно сторонам света. Кроме того, на К. нанесён номер сдачи и обозначена зональность. Перед началом сдачи каждый игрок извлекает карты из своего отделения К. и по окончании возвращает их туда же.

## Л
Линия — два игрока, играющие в паре против двух других игроков за данным столом. Линии принято обозначать «Норд-Зюйд» (N-S) и «Ост-Вест» (E-W).

## М
Мажор — одна из старших мастей: пика (♠) или черва (♥). Премия за взятку по контракту в мажоре составляет 30 пунктов.
Малый шлем — игра на 6-м уровне, то есть обязательство отдать не более одной взятки. Малый шлем также иногда называют «шлемик» — на польский манер.
Марьяж — король и дама одной масти.
Минор — одна из младших мастей: трефа (♣) или бубна (♦). Премия за взятку по контракту в миноре составляет 20 пунктов.

## Н
Назначение — заявка в ходе торговли, которая обязует сделавшую её линию выиграть определённое число взяток в обозначенной деноминации. Назначение состоит из двух частей: уровня, то есть, обозначения числа взяток, которые должны быть получены сверх базовых шести, и деноминации, то есть масти, назначаемой козырем, либо объявления бескозырной игры. Последующие назначения в торговле должны быть выше предыдущего: либо декларируется большее число взяток в любой деноминации, либо то же число, но в более высокой деноминации. 

Пример: Назначение 3♠ (три пики) означает обязательство взять 9 взяток (6+3; см. Книжка) при козырях пиках. Оно может быть перекрыто назначением 3БК (три без козыря) либо любым назначением на уровне 4 и выше.
Накопитель — место, где находятся сдачи, не участвующие в текущем туре соревнования.
Натуральная заявка — заявка масти, в которой не менее четырёх карт или заявка без козыря, указывающая на равномерный расклад. Также контра, выражающая желание посадить оппонентов (штрафная контра).

## О
Онёр — карта достоинством от десятки до туза включительно.
Открытие — первая значащая заявка в сдаче.

## П
Пара (англ. partnership) — элементарная «боевая единица», два игрока, сидящие напротив друг друга за столом («на одной линии») и преследующие общую цель. Взятки, полученные любым из членов пары, являются их общей собственностью.
Парада — приём розыгрыша, состоящий в прорезке козырей вистующего ходом в некозырную масть в тот момент, когда у вистующего остались одни козыри.
Пас — слово, произносимое играющим в бридж в процессе торговли в свою очередь делать заявку. Формально оно означает согласие играть контракт, заказанный последним в предшествующей торговле. В зависимости от системы торговли и договорённостей между партнёрами пас в определённых ситуациях может иметь иное, ненатуральное значение. 

В отличие от большинства других карточных игр, игрок, сказавший «пас», не исключается из дальнейшей торговли. Если кто-либо из остальных игроков сделает заявку, отличную от паса, то пропасовавший вновь имеет право сделать заявку. Таким образом, торговля прекращается только после трёх пасов подряд. Исключение: непосредственно после раздачи карт. Если никто не сделал значащую заявку (открытие), то торговля прекращается после того, как пропасовали все четверо. В этом случае записывается нулевой результат, и игроки переходят к следующей сдаче.
Подсад — невыполнение парой заявленного контракта. Посадить — не дать разыгрывающим выполнить контракт.
Потеря — карта, которая очевидно не получит взятку. Точнее даже, попадёт во взятку, полученную оппонентами.
Промежуточные карты — карты среднего достоинства, которые усиливают масть, особенно в бескозырном контракте.
Пропускание — сознательная игра во взятку картой, которая не может её взять, в то время, как взятку можно было бы получить, положив старшую карту в масти или козыря.

## Р
Разыгрывающий — участник пары, заказавшей окончательный контракт, на которого возлагается обязанность этот контракт реализовать, играя и за себя, и за партнёра. Разыгрывающим становится тот, кто первым из данной пары назвал деноминацию, в которой был заказан контракт.
Реконтра — заявка, которая дополнительно увеличивает величину записи за выполнение или проигрыш контракта после контры. Может быть сделана в том случае, если предшествующей значащей заявкой была контра со стороны оппонентов. Последующее назначение с любой стороны аннулирует и контру, и реконтру, но также может быть контрировано и реконтрировано.
Реконтра-SOS — реконтра, призывающая партнёра выбрать другую масть для игры, поскольку законтренный контракт игрок считает невыгодным, а обоснованно выбрать масть сам не имеет возможности.
Реле — вынужденная заявка, делаемая в ожидании дополнительной информации. Пример конвенции с использованием реле - Лебензоль. 
Ренонс — отсутствие у игрока карт в какой-либо масти.
Роббер — партия в робберном бридже. Заканчивается, когда одна из сторон выполняет два гейма. Подробнее см. Бридж#Подсчёт очков (Робберный бридж).
Розыгрыш — фаза игры, в которой идёт борьба за выполнение контракта стороной, заказавшей этот контракт, и за разрушение его другой стороной.
Рука — карты, первоначально сданные игроку, или их часть, остающаяся у игрока в процессе розыгрыша. Это слово также часто относится к разыгрывающему. Например, если говорят: «Ход в руке», это значит, что предыдущую взятку взяла карта в руке разыгрывающего, и следующий ход должен быть сделан оттуда же. Р. разыгрывающего также называется «закрытой рукой».

Также относительная позиция игрока. Например, если говорят, что открытие было сделано на третьей руке, это значит, что сдающий и следующий за ним игроки пропасовали, и лишь третий по очереди игрок сделал первое назначение в данной сдаче. «Вход на четвёртой руке» означает, что после открытия последовало два паса, и затем противник справа от открывшегося сделал значащую заявку (назначение или контру).

## С
Сайн-офф — заявка, на которую предлагается пасовать, окончательный выбор контракта.
Свободная позиция — ситуация, в которой система торговли не обязывает игрока А делать значащую заявку в торговле, а позволяет ему пасовать. Свободная позиция возникает после нефорсирующей заявки партнёра. Также, после форсирующей заявки партнёра, если оппонент, сидящий за форсировавшим партнёром, сделал значащую заявку, это гарантирует, что торговля не затухнет на этом круге, и игрок А в принципе может пасовать. Таким образом, его значащая заявка будет нести какую-то информацию о дополнительных ценностях его руки.
Своя игра — точно выполненный контракт, без перебранных взяток.
Сдача — 1. процедура распределения колоды между руками четырёх игроков; 2. совокупность всех распределённых карт; 3. торговля и игра с данным распределением карт. В последнем значении С. является законченным фрагментом игры.
Синглет, синглетон — одиночная карта в масти.
Система торговли — совокупность договорённостей пары относительно легального обмена информацией о своих картах в ходе торговли. Основывается на том, что каждая заявка несёт информацию о диапазоне силы, длины некоторой масти (мастей), наличии определённых карт и т. д. Оппоненты должны быть в курсе относительно системы торговли пары и могут потребовать разъяснения всех договорённостей. См. также статью Система торговли в бридже
Сквиз — приём розыгрыша, который вынуждает одного или обоих вистующих сносить задержки и тем самым позволяет получить взятку на карту угрозы.
Снос — игра картой масти, которая не является ни мастью выхода во взятку, ни козырем. Может быть сделан в отсутствие масти выхода. Такая карта никоим образом не может взять взятку. 
Также сама эта карта.
Старшинство мастей — Точнее было бы говорить «Старшинство деноминаций». Порядок деноминаций, устанавливаемый для целей торговли. Высшей деноминацией является без козыря, дальше в убывающем порядке идут пики, червы, бубны и трефы. Назначение в некоей деноминации может быть перекрыто назначением на том же уровне в более высокой деноминации, но не наоборот.
Стол — карты, выложенные болваном на стол после окончания торговли и атаки. Также относится к своего рода виртуальному игроку, играющему этими картами (в реальности ими распоряжается разыгрывающий). Например, если очередную взятку взяла карта, положенная от болвана, то можно об этом сказать в следующих выражениях: «Стол взял взятку» или «Ход со стола» (имеется в виду, что следующий ход должен быть сделан со стола).

## Т
Техас — заявка, обещающая более старшую масть, как правило — следующую. Принятие Т. означает, что партнёр называет эту масть сам. При этом, например, контракт разыгрывается с более сильной руки. Популярны при безкозырном открытии. Разновидность трансфера.
Торговля — фаза игры, в которой устанавливается контракт. Т. считается законченной, а контракт окончательным, когда последовало три паса подряд. Исключение: торговля прекращается, не начавшись, после четырёх пасов подряд, если никто не сделал заявку, отличную от паса. В этом случае записывается нулевой результат, и играющие переходят к следующей сдаче. См. также Система торговли в бридже.
Трансфер — заявка, обещающая другую масть. Принятие Т. означает, что партнёр называет эту масть сам. При этом, например, контракт разыгрывается с более сильной руки. Пример трансфера — техас.

## У
Убитка — игра козырем при отсутствии масти хода, а также взятка, полученная таким путём.
Угроза — карта разыгрывающего, которая может получить взятку, если вистующие сбросят задержку (2).

## Ф
Фальшренонс — игра картой другой масти игроком, способным сыграть в масть хода.
Форсинг (форсирующая заявка) — заявка, запрещающая партнёру пасовать. Различают форсинг на круг (раунд-форсинг) и форсинг до гейма.
Форсированная позиция — ситуация в торговле, при которой игрок в свою очередь делать заявку не имеет права пасовать согласно системе торговли. Возникает после форсирующей заявки партнёра. Ср. Свободная позиция.
Форта — старшая из карт, оставшихся в масти к некоему моменту розыгрыша. Термин часто применяется к картам масти, которая осталась только у одного из игроков или только на одной линии.
Фоска — карта не старше девятки.

## Х
Ход — первая карта, сыгранная во взятку. После этого каждый играющий должен в свою очередь положить во взятку карту той же масти, если только у него таковые имеются. Если нет карты той же масти, можно положить любую. Этой картой может быть козырь, но, в отличие от преферанса, нет обязанности класть козыря в такой ситуации. Первый ход в розыгрыше называется также атакой.

## Ч
Частичная игра (в просторечии «частичка») — контракт, при выполнении которого даётся менее 100 очков за взятки по контракту. Это все контракты (без контры) на 1-3 уровнях (кроме 3БК) и 4♣/♦. Такой контракт не даёт геймовой премии. 

## Ш
Шлем (фр. chelem) — контракт, в котором необходимо выиграть двенадцать (малый Ш.) или тринадцать (большой Ш.) взяток. Это контракты 6-го и 7-го уровней соответственно. 
Штрафная контра (также наказательная контра) — контра, даваемая с желанием разрушить контракт, заявленный оппонентами. В отличие от контр, имеющих целью заказ своего контракта, напр., вызывной контры.

## Я
Ярборо — Рука, не содержащая онеров с раздачи, то есть, все 13 карт не старше девятки. Вероятность получить такую руку фиксированному игроку составляет 347 373 600 / 635 013 559 600, что примерно равно 1/1828, а вероятность по крайней мере одной такой руки в раскладе примерно равна 1/457.